# (6043) Aurochs
(6043) Aurochs ist ein Asteroid des inneren Hauptgürtels, der vom japanischen Amateurastronomen Satoru Ōtomo am 9. September 1991 an seinem Observatorium in Kiyosato (IAU-Code 894) bei Hokuto in der Präfektur Yamanashi entdeckt wurde. Unbestätigte Sichtungen des Asteroiden hatte es vorher schon mehrere gegeben: am 27. März 1973 unter der vorläufigen Bezeichnung 1973 SN5 am Krim-Observatorium in Nautschnyj, am 30. und 31. Januar 1982 (1982 BJ14) am Palomar-Observatorium in Kalifornien sowie am 12. März 1986 (1986 EK3) am La-Silla-Observatorium der Europäischen Südsternwarte in Chile.
Der Asteroid gehört der Vesta-Familie an, einer großen Gruppe von Asteroiden, benannt nach (4) Vesta, dem zweitgrößten Asteroiden und drittgrößten Himmelskörper des Hauptgürtels. Nach der SMASS-Klassifikation (Small Main-Belt Asteroid Spectroscopic Survey) wurde bei einer spektroskopischen Untersuchung von Gianluca Masi, Sergio Foglia und Richard P. Binzel bei (6043) Aurochs von einer hellen Oberfläche ausgegangen, es könnte sich also, grob gesehen, um einen S-Asteroiden handeln.
Die zeitlosen (nichtoskulierenden) Bahnelemente von (6043) Aurochs sind fast identisch mit denjenigen von sieben kleineren, wenn man von der Absoluten Helligkeit von 15,9, 16,1, 16,3, 16,9, 16,8, 16,8 und 17,7 gegenüber 13,2 ausgeht, Asteroiden: (40445) 1999 RY35, (99694) 2002 JR29, (137593) 1999 VM158, (263188) 2007 YP32, (287857) 2003 SW255, (303395) 2004 XQ90 und (316577) 2011 SB210.
(6043) Aurochs wurde am 28. September 1999 nach dem Auerochsen (Bos primigenius) benannt, einer in ihrer Wildform ausgerottete Art der Rinder, die als Stammform des modernen Hausrindes betrachtet wird. Aurochs ist die englischsprachige Bezeichnung für den Auerochsen.